# Labroides
Labroides ist eine Fischgattung aus der Gruppe der Putzerlippfische, die im tropischen Indopazifik und im Roten Meer vorkommt.

## Merkmale

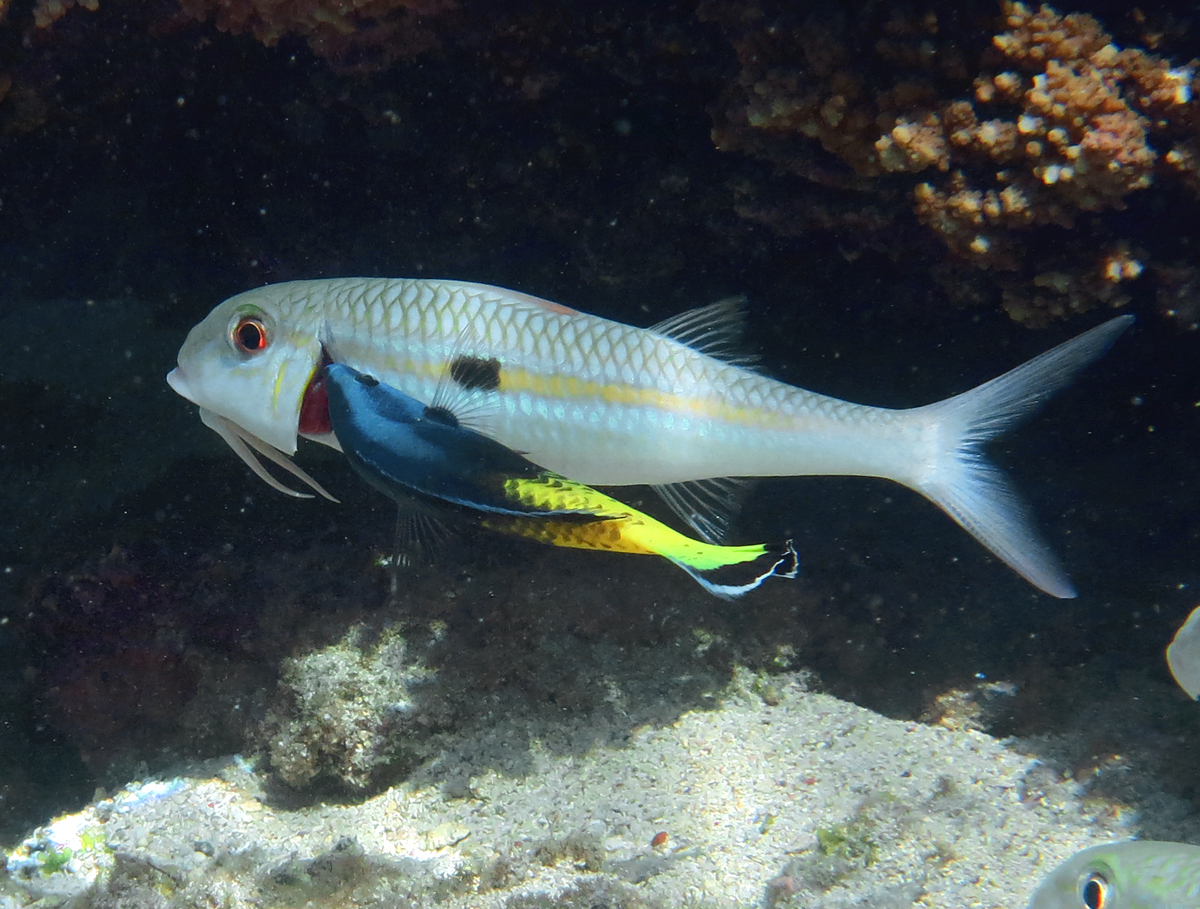
Labroides bicolor säubert eine Meerbarbe.

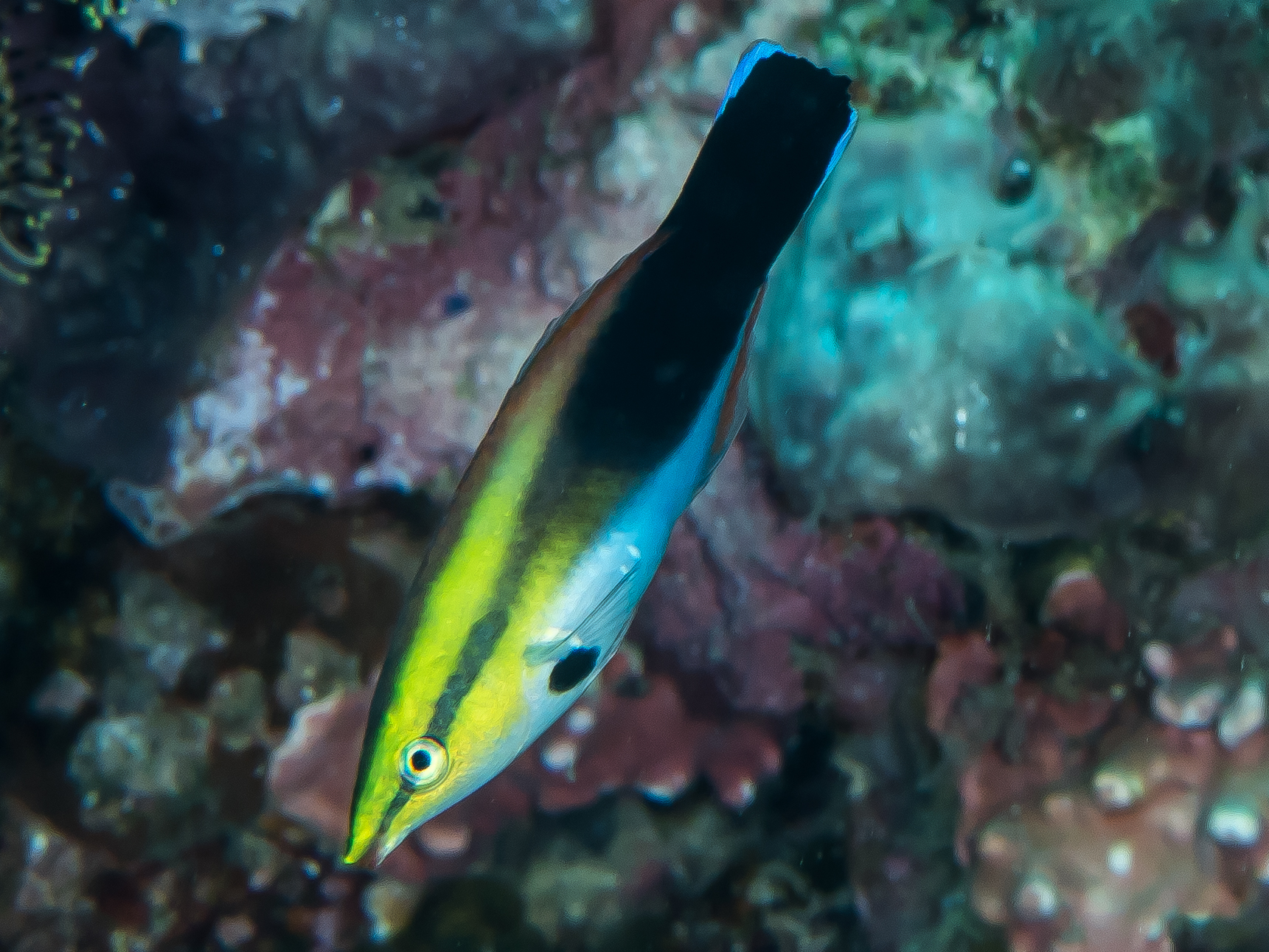
Labroides pectoralis

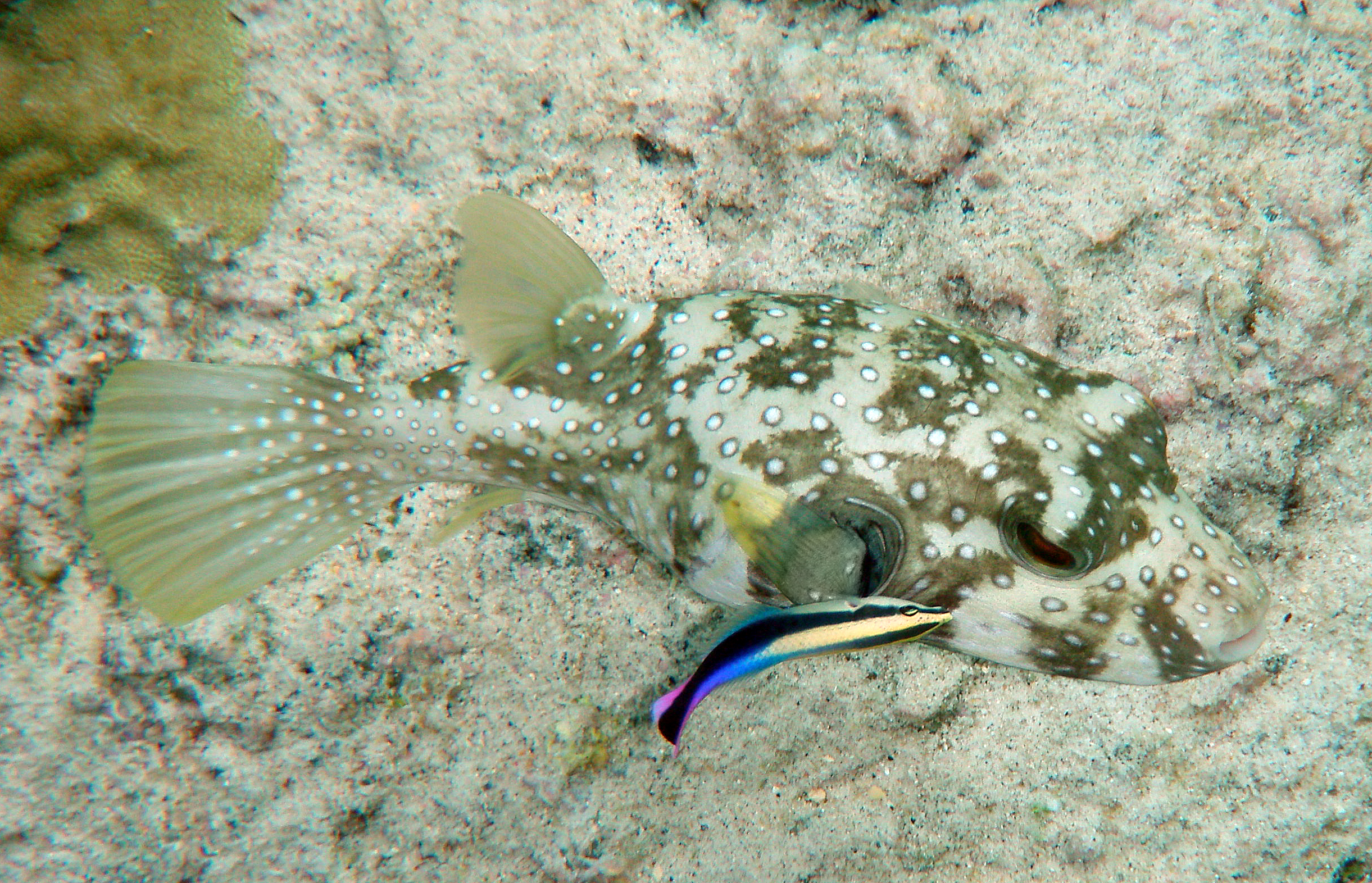
Labroides phthirophagus befreit einen Weißflecken-Kugelfisch von Parasiten.

Labroides-Arten sind kleine Fische, deren Standardlänge 10 cm in der Regel nicht übersteigt. Die Fische sind langgestreckt und seitlich abgeflacht. Ihre Standardlänge liegt beim 3,5- bis 4-fachen der Körperhöhe. Die Schnauze ist zugespitzt, das Maul ist klein, endständig und dicklippig. Von allen anderen Lippfischgattungen unterscheidet sich Labroides vor allem durch die spezielle Lippenmorphologie. Die Oberlippe wird durch eine mittige Grube in zwei Hälften geteilt, die Unterlippe besteht aus zwei vorstehenden fleischigen Auswüchsen. Die Innenseiten der Lippen sind mit fleischigen Falten ausgestattet. Vorne in beiden Kiefern befindet sich je ein Paar großer gebogener Eckzähne. Bei geschlossenem Maul liegen die oberen Zähne zwischen dem weit auseinander stehenden unteren Zahnpaar. Im Unterkiefer liegt hinten, vom vorderen Zahnpaar durch eine Lücke getrennt, ein weiteres Eckzahnpaar, das nach vorne gebogen ist. Die übrigen Zähne sind klein. Im Unterkiefer liegen sie dicht an dicht in mehreren Reihen zwischen den vorderen Eckzähnen, im Oberkiefer bilden sie ein dicht stehendes Zahnfeld hinter den vorderen Eckzähnen. Die Schwanzflosse ist spatenförmig oder leicht abgerundet. Der Rand des Präoperculums ist glatt. Die Kiemenmembranen sind an der Kopfunterseite zusammengewachsen. Die Schnauze, die gesamte Kopfoberseite, die Spitze des Unterkiefers und die Kehle sind unbeschuppt. Die Seitenlinie ist durchgehend mit 52 bis 54 Schuppen oder mit 28 Schuppen bei Labroides dimidiatus. Die Rückenflosse wird von 9 Hart- und 11 oder 12 Weichstrahlen gestützt, bei der Afterflosse sind es drei Hart- und 10 Weichstrahlen, bei den Brustflossen 13 Weichstrahlen, wobei die zwei oberen unverzweigt sind.
Alle Labroides-Arten zeigen ein sehr ähnliches Farbmuster mit breiten schwarzen, weißen, blauweißen und gelbweißen Längsstreifen. Dieses Muster dient wahrscheinlich in allen tropischen Meeren einheitlich zur Erkennung der Putzerfische und ist auch bei den karibischen Putzergrundeln (Elacatinus sp.) zu finden.

## Lebensweise
Labroides-Arten leben in korallenreichen Gebieten in strömungsarmen Riffabschnitten und sind ortstreu. Sie ernähren sich von Ektoparasiten, die sie anderen Fischen vom Körper, den Flossen, bei sehr großen Fischen sogar aus dem Maul oder der Kiemenhöhle entfernen. Außerdem nehmen sie dabei auch alte Haut und den Hautschleim auf. Eine Putzerstation kann von einem einzelnen Exemplar, einem Paar oder mehreren jungen Fischen unterhalten werden. Wie viele andere Lippfische sind die Labroides-Arten protogyne Hermaphroditen, die bei Erreichen der Geschlechtsreife zunächst weiblich sind und sich in einem späteren Lebensabschnitt zu Männchen umwandeln können.

## Arten
Es gibt fünf Arten:
- Zweifarben-Putzerlippfisch (Labroides bicolor Fowler & Bean 1928)
- Gewöhnlicher Putzerlippfisch (Labroides dimidiatus (Valenciennes 1839))
- Brustfleck-Putzerlippfisch (Labroides pectoralis Randall & Springer 1975)
- Hawaii-Putzerlippfisch (Labroides phthirophagus Randall 1958)
- Rotlippen-Putzerlippfisch (Labroides rubrolabiatus Randall 1958)